# SN 2004ey
SN 2004ey – supernowa typu Ia odkryta 14 października 2004 roku w galaktyce UGC 11816. W momencie odkrycia miała maksymalną jasność 16,00m.